# 대중 매체

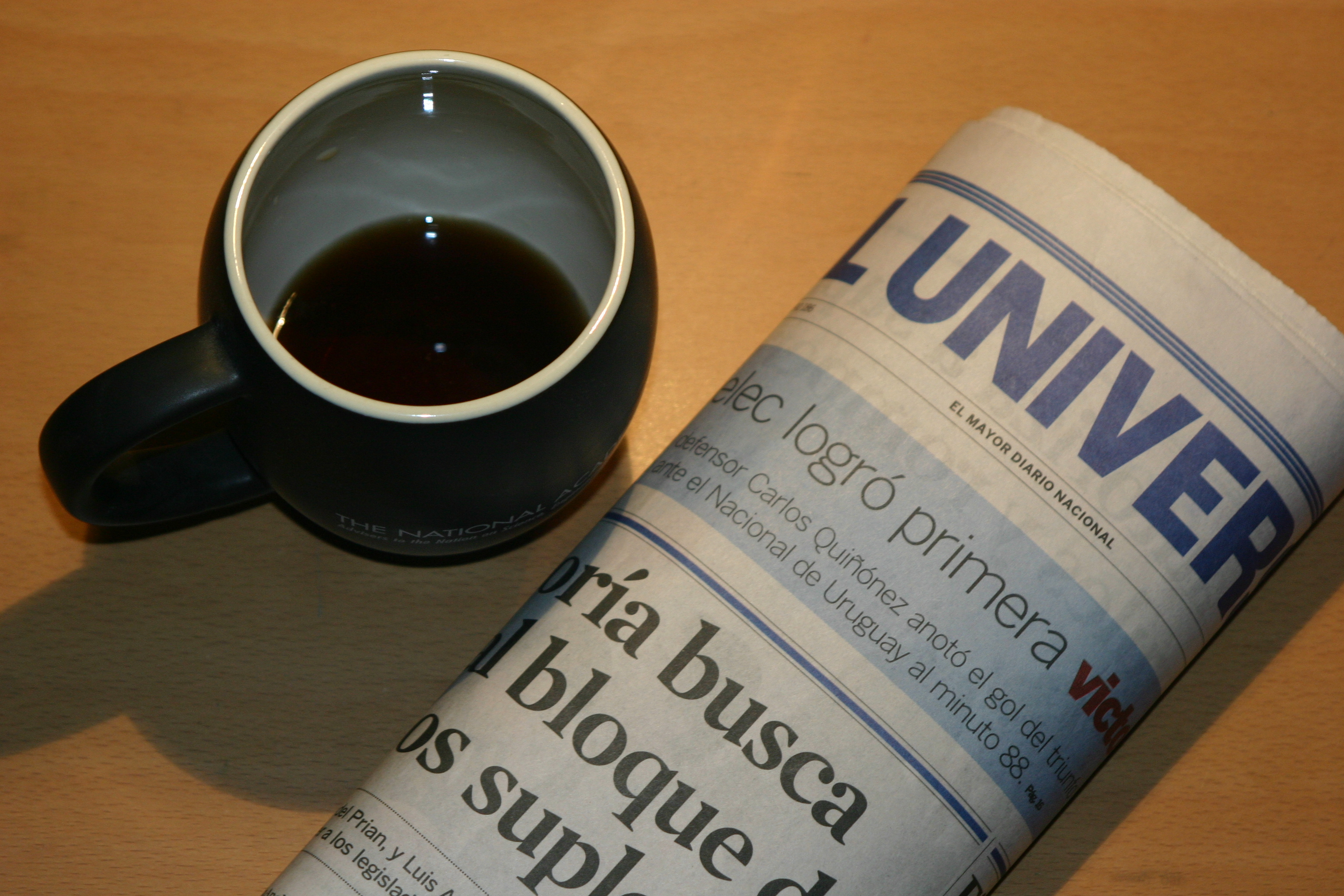
대중 매체의 한 예시인 신문 사본

대중 매체(大衆媒體)/대중전달매체(大衆傳達媒體) 또는 매스 미디어(mass media)는 조직화되지 않은 일반 대중을 상대로 하여 대량의 정보 및 시사내용, 당대의 이슈 등을 전달하는 역할을 담당하는 매체를 말한다.
방송 매체는 영화, 라디오, 녹음된 음악 또는 텔레비전과 같은 매체를 통해 전자적으로 정보를 전달한다. 디지털 미디어는 인터넷과 모바일 매스커뮤니케이션을 모두 포함한다. 인터넷 미디어는 이메일, 소셜 미디어 사이트, 웹사이트, 인터넷 기반 라디오 및 TV 등의 서비스로 구성된다. 다른 많은 대중 매체는 TV 광고를 온라인으로 연결하거나 실행하거나 옥외 또는 인쇄 매체에 QR 코드를 배포하여 모바일 사용자를 웹 사이트로 연결하는 등 웹에 추가적인 존재감을 갖고 있다. 이러한 방식으로 그들은 인터넷이 제공하는 쉬운 접근성과 지원 기능을 사용할 수 있으므로 세계 여러 지역에 동시에 비용 효율적으로 정보를 쉽게 방송할 수 있다. 옥외매체(outdoor media)는 AR광고, 간판, 연식비행선, 비행광고판, 버스, 상업용 건물, 상점, 스포츠 경기장, 지하철 차량 또는 기차 내부 및 외부에 배치된 플래카드 또는 키오스크 등의 매체를 통해 정보를 전달한다. 인쇄 매체는 책, 만화, 잡지, 신문, 팜플렛과 같은 물리적인 물체를 통해 정보를 전달한다. 이벤트 조직과 대중 연설도 대중매체의 한 형태로 간주될 수 있다.

## 종류
미디어를 종류를 분류하는 체계는 여러가지가 있는데, 시대에 따라 분류하면 다음과 같이 나눌 수 있다.
1. 올드/레거시 미디어
  1. 인쇄매체 - 신문, 잡지, 서적, 포스터, 전단 등
  2. 영상매체 - TV, 영화, 컴퓨터 등
  3. 음성매체 - 라디오, 음반 등
2. 뉴 미디어 - 인터넷, SNS, 스마트폰, 컴퓨터 등

### 인터넷
인터넷은 매우 상호작용적인 대중 매체이다. 인터넷은 표준 인터넷 프로토콜(IP)을 통한 패킷 교환으로 데이터를 전송하는 월드와이드웹이다. 이메일, 온라인 채팅, 파일 전송, 연동 웹 페이지 등 다양한 정보와 서비스를 함께 제공하는 수백만 개의 정부, 학술, 기업 사이트가 연결되어 있다.
20세기 말, 월드와이드웹의 등장은 개인 사용자 쉽게 접근할 수 있는 대중매체가 되었다. 광대역 망을 사용할 수 있게 되고 P2P 기술이 발달하면서 방대한 양의 정보, 이미지를 얻을 수 있지만, 웹 페이지 내용의 신뢰성을 판단하는 것은 매우 어렵게 되었다. 인터넷을 통해 뉴스 속보를 전 세계에 몇 분 안에 전달할 수 있다. 즉각적이고 분산적인 의사소통이 가능해지면서 대중 매체의 사회적 역할에 변화를 가져왔다.
인터넷은 빠르게 대중매체의 중심이 되고 있다. 모든 것이 인터넷을 통해 접근하기 쉽게 되었다. 신문을 집어 들거나 9시 뉴스를 보는 대신에, 이제 사람들은 원하는 뉴스를 얻기 위해 인터넷에 접속한다.

### 공중파텔레비전방송
공중파 텔레비전 방송은 전파를 이용하여 영상 정보를 전달하는 방송이다. 정지 또는 이동하는 사물의 순간적 영상과 이에 따르는 음성이나 음향 등으로 이루어진 방송 프로그램을 송신하는 방송으로 정의한다.

### 케이블 방송 및 IPTV 서비스
케이블 및 인터넷 네트워크 전송망을 이용하여 영상 정보를 전달하는 방송이다. 지역 케이블 방송 사업자인 동축 케이블과 네트워크 단말기를 가입자의 텔레비전에 연결하고 정보를 전달한다. 채널은 사업자에 따라 유동적으로 다르다.

### 위성 방송
위성 방송은 인공 위성을 이용하여 영상 정보를 전달하는 방송이다.

### 인터넷 방송
유튜브는 2005년에 구글에 인수 되었으며, 그 뒤에 유튜브와 구글은 라이브 스트리밍 앱을 발표하였다. 유튜브에서는 라이브 스트리밍은 앱에서 저장이 가능하고 사용자 들은 앱을 통해 저장된 라이브 스트리밍을 시청하는 것이 가능하다. 유튜브 제작 소비자 제작 총괄자 Manuel Bronstein은 라이브 스트리밍이 유튜브 크리에이터들 에게 ‘실제로 더 많은 생방송을 팬들과 함께 만들어 낼 수 있는 기회’를 제공한다고 언급하였다.

## 기능
대중 매체의 기능으로는 다음과 같다.
- 정보전달의 기능: 대중들이 알지 못하는 사건 또는 사실을 사회 전반적인 부분에 걸쳐 객관적인 시각으로 전달하는 역할을 한다.
- 사회적 조정 기능: 사건과 정보를 객관적인 시각으로 해석하고 평가하며 그에따른 여론형성 및 갈등해소를 구현한다. 또한 정부나 대기업같은 단체를 조명하여 사회조직을 견제하고 감시하는 역할을 한다.
- 사회화 기능: 사람들에게 전통이나 규범등을 전수하는 역할을 한다. 대중매체는 사람들의 공통적인 경험의 토대를 넓히고 국민들의 공통성 형성으로 국민들간의 소속감을 통한 통합을 유도한다.
- 오락의 기능: 늘 시사적이고 어려운 분야의 정보만 전달 하는 것이 아니라 사람들이 즐겁게 시간을 보내거나 휴식을 취할 수 있도록 돕는다.

## 올바른 정보 수용자세
대중 매체는 우리의 일상생활에서 많은 시간과 비중을 차지하고 있을 뿐만 아니라 일상적인 삶의 방식과 의미, 내면의 의식과 감정을 통제하기도 한다. 즉, 현대인들은 대중 매체를 통해 그것이 지시하는 대로 맞추어 사는 수동적 존재가 되어 가고 있다. 그러므로 대중 매체가 제공하는 정보에 대한 수동적인 소비자에서 벗어나 스스로 대중문화를 생산하는 능동적인 주체가 되려는 노력이 필요하며, 정보를 수용할 때에는 정보를 비판하여 걸러낸 후 수용하는 적극적이고 능동적인 자세를 가져야한다. 또한 필요한 정보만을 찾아 정확하게 사용할 수 있는 안목을 키우는 것 또한 중요하다.

## 비판
과학에 관한 잘못된 개념이나 밝혀지지 않은 사실을 그대로 전달하는 경우가 많기 때문에 비판의 대상이 되기도 한다.
실제 사례로는 음의 질량이나 중성미자가 광속보다 빠르다는 등의 정보를 확인도 하지 않고 전달한 사건들이 있다.

## 같이 보기
- 인터넷 검열
- 대중 전달(매스 커뮤니케이션)
- 올드 미디어(en:Old media, 레거시 미디어)
- 뉴 미디어